# Talen van Arda
De schrijver J.R.R. Tolkien bedacht diverse kunsttalen die in zijn boeken over de fictieve wereld Arda (onder andere De Hobbit, In de Ban van de Ring, De Silmarillion) worden gebruikt. Hiervan zijn met name het Quenya en het Sindarijns ver uitgewerkt.
De grammatica en fonologie van deze twee talen is met name geïnspireerd door het Fins en het Welsh.

## Elfen
- Avarijns
- Quenya
- Sindarijns

## Mensen
- Het Adûnaisch van Numenor
- De taal van de Donkerlanders
- De taal van de Wozen
- De talen van de Haradrim
- Het Westron; in de boeken vervangen door het Engels (of in de vertaling met Nederlands)
- De talen van de Oosterlingen
- De taal van Rohan; in de boeken meestal vervangen door het Oudengels

## Overige
- Het Khuzdul van de Dwergen (gebaseerd op het Hebreeuws[1][2])
- Het Ents en Oud-Ents
- De talen van de Orks en Trollen
- De taal van de Valar
- De Zwarte Taal van Mordor

## Voetnoten
1. ↑  Carpenter, Humphrey, ed. (1981), The Letters of J. R. R. Tolkien, Boston: Houghton Mifflin, #176, ISBN 0-395-31555-7
2. ↑  "An Interview with J.R.R. Tolkien", BBC Four, January 1971.